# Алыпкаш
Алыпкаш (каз. Алыпқаш) — упразднённое село в Карасуском районе Костанайской области Казахстана. Входило в состав Восточного сельского округа. Исключено из учётных данных в 2017 г.Код КАТО — 395236200.

## Население
В 1999 году население села составляло 211 человек (108 мужчин и 103 женщины). По данным переписи 2009 года, в селе проживало 115 человек (62 мужчины и 53 женщины).